# NGC 189

NGC 189

NGC 189 هي مجرة تتبع كوكبة ذات الكرسي. اكتشفها جون هيرشل في 27 سبتمبر 1783.

## روابط خارجية
- NGC 189 على موقع ويكي سكاي: DSS2, SDSS, GALEX, IRAS, Hydrogen α, X-Ray, Astrophoto, Sky Map, Articles and images